# Caridina cavalerieioides
Caridina cavalerieioides е вид десетоного от семейство Atyidae.

## Разпространение
Видът е разпространен в Китай (Гуейджоу).